# 克拉克默斯河
克拉克默斯河（英語：Clackamas River）是美国西北俄勒冈州威拉米特河的一条支流，长约83-英里（134-），流域面积面积约为940平方英里（2,435平方）。克拉克默斯河主要流经区域是其上游的森林和崎岖山地，下游的城市农业和地区仅占三分之一。克拉克默斯河起源于馬里昂縣东部，塞勒姆的东偏东南方向约55英里（89），源头在喀斯喀特山脉胡德山国家森林，海拔4,909英尺（1,496）。从东南方向进入波特兰，在俄勒冈城附近汇入威拉米特河。